# ماریو مدینا
ماریو مدینا (اسپانیایی: Mario Medina‎؛ زادهٔ ۲ سپتامبر ۱۹۵۲) بازیکن فوتبال اهل مکزیک بود.
از باشگاه‌هایی که در آن بازی کرده‌است می‌توان به باشگاه فوتبال کروز آزول اشاره کرد.
وی همچنین در تیم ملی فوتبال مکزیک بازی کرده‌است.